# Labenz
Labenz est une commune de l'arrondissement du duché de Lauenbourg, dans le Land du Schleswig-Holstein.

## Histoire

Labenz dans l'arrondissement du duché de Lauenbourg

Labenz est un village fondé par les Slaves. Le nom de Labenz signifierait en des langues slaves avec de l'allemand « cygne », « rivière riche en poissons » ou « placé proche de l'eau ».
La première mention écrite de Labenz date de 1390. Labenz se situe sur l'ancienne route commerciale entre Lübeck et Hambourg. Le centre du village est le Mühlenteich, un étang reliant le Wehrensteich et l'ancien lac à Duvensee. Près de l'étang, reste le vieux moulin qui est encore actif au XXe siècle.
Du fait de sa position sur des collines, plusieurs moulins à vent sont construits. Le plus grand qui avait cinq ailes était sur la route de Lüchow. Il figure sur le blason avec un cygne dans le blason choisi par la municipalité en 1996.
Labenz subit des changements fondamentaux au cours du XXe siècle. En 1908, c'était un village agricole comprenant 41 fermes, 13 artisans et cinq tavernes sur un total de 76 logements pour 416 habitants. Après la Seconde Guerre mondiale, la commune connaît développement urbain continu par la venue de réfugiés entre 1945 et 1950, après 1975 et après la chute du Rideau de fer. Labenz devient un village résidentiel. Les bâtiments historiques montrant l'ancien village paysan sont cependant maintenus ou rétablis. La laiterie ferme en 1972 et est transformé en immeubles. Le dernier plan d'urbanisme est défini en 2004. Labenz comptera 300 habitations. Aujourd'hui, il y a huit fermes, 28 entreprises et un hôtel-restaurant. Depuis 1994, se trouve un centre de traitement des eaux et un centre d'alimentation en gaz.

## Anecdotes
Sven Böttcher (de), le traducteur allemand de The Meaning of Liff de Douglas Adams, comme le titre origninal reprend le nom de villages anglais, utilise le nom de Labenz pour le titre allemand, Der tiefere Sinn des Labenz, selon une paronymie avec Leben, vie en allemand, ce qui donne en français « Le sens dépressif de Labenz ».

## Source, notes et références
- (de) Cet article est partiellement ou en totalité issu de l’article de Wikipédia en allemand intitulé « Labenz » (voir la liste des auteurs).